# Lilleby
Lilleby är en del av Torslanda och en stadsdel, med stadsdelsnummer 83, vid havet på Hisingen i Göteborg. Stadsdelen har en areal på 1 330 hektar.
Lilleby var tidigare ren landsbygd, men omfattar nu bostadsområden och området förtätas i snabb takt. I Lilleby finns Sillviks Havskoloni som bildades när Burgårdskolonin i centrala Göteborg revs för att göra plats åt Valhallabadet. Kolonin består av drygt 120 stugor, en gemensamhetslokal och en strandservering. Den genuina 1950-talsstilen är bevarad.
Lilleby ingick tidigare i Björlanda socken och inkorporerades i Göteborg 1967. Laga skifte genomfördes i Lilleby år 1846. Den gamla byplatsen består numera av tre gårdar på en höjd.